# Christoph von Pflug
Christoph von Pflug (* im 16. Jahrhundert in Eythra; † 1638) war Rat und Gesandter des Grafen Anton Günther von Oldenburg.

## Werdegang
Pflug stammte aus einer sächsisch-thüringischen Adelsfamilie, die auf das böhmische
Uradelsgeschlecht Pflugk zurückging. Sein Vater, der Appellationsrat Cäsar Pflug, erbgesessen zu Eythra, war mit Elisabeth geb. von Einsiedel verheiratet. 
Über seine Kindheit, Jugend und Ausbildung ist nichts bekannt. Seit 1608 war Plug als Rat des Grafen Anton Günther von Oldenburg bezeugt, für den er in vielfältigen außenpolitischen Missionen tätig war. 1611 reiste er als Gesandter nach Prag, 1611/12 an den Hof des Erzbischofs von Bremen Johann Friedrich von Schleswig-Holstein-Gottorf, 1612 nach Buxtehude und in die Niederlande, 1613 nach Hamburg, Dänemark und Regensburg, 1614 nach Dänemark, Zerbst und Dresden, 1617 erneut in die Niederlande, 1618 wiederum nach Dänemark, 1619 nach Frankfurt am Main, 1621 nach Dänemark, 1622 nach Anhalt, 1623 nach Emden und 1626 zu dem Grafen Tilly, zu dem er ein gutes Verhältnis entwickelte.
In seiner Dienstzeit verfasste Pflug Gutachten über die Kanzleiordnung und über die Sicherheit der Grafschaft Oldenburg.
Nach dem Ausscheiden des Hofmeisters von Zeerssen scheint Pflug zum vertrautesten Ratgeber des Grafen aufgestiegen zu sein. Er erhielt das doppelte Gehalt der anderen Räte und war auch der erste, der ohne Kanzler zu sein als Geheimer Rat angesprochen wurde.
1627 wurde er Teil der Abwesenheitsregierung für die Grafschaft neben dem Drosten, dem Hofmeister und dem Kanzler, der er teilweise sogar vorstand. Ab 1627 trat er als Oberamtmann in Hameln und Minden in die Dienste von Tillys Neffen Graf Werner von Tilly, wobei ihm die guten Beziehungen zu Tilly von Nutzen waren.

## Familie
Pflug heiratete Elisabeth geb. von Zehrenhausen aus dem Hause Trochel. Von seinen Kindern war Dietrich (1621–1678) später Hofmarschall, Rat und Obervormundschaftsrat in Gotha.